# Сакс, Карл
Карл Сакс (англ. Karl Sax; 2 ноября 1892 — 8 октября 1973) — американский ботаник и генетик, известный своими исследованиями в области цитогенетики и влияния радиации на хромосомы. Автор более 130 научных работ.

## Ранние годы. Образование
Сакс родился в Спокане, штат Вашингтон, в 1892 году. Его родители были фермерами-первопроходцами и активно участвовали в гражданских делах; в частности, его отец был мэром Колвилла, штат Вашингтон.
Начальное образование Сакс получил в школах Колвилла, а в 1912 году он продолжил учёбу в колледже штата Вашингтон. Его специализацией было сельское хозяйство. В время учёбы в колледже он встретился со своей будущей женой Халли Джоливетт, она была его преподавателем по цитологии. Они прожили долгую семейную жизнь, воспитав троих сыновей. В 1916 году, после того, как Сакс окончил колледж, Халли получила должность в колледже Уэллсли в Уэллсли, штат Массачусетс, и они переехали на Восточное побережье. Сакс поступил на докторскую программу в Высшую школу прикладной биологии Института Басси при Гарвардском университете, получив степень магистра в 1917 году. В 1922 году получил докторскую степень в Гарвардском университете. С 1917 по 1918 год служил рядовым в армии США.

## Научная карьера

### Преподавательская работа
В 1918 году Сакс получил должность преподавателя на факультете генетики Калифорнийского университета в Беркли, где вместе с Эрнестом Бэбкоком работал над генетикой рода Crepis. В 1920 году он получил место в лаборатории Ривербэнк в Женеве, штат Иллинойс, где работал над генетикой пшеницы, но вскоре покинул его, чтобы занять должность на экспериментальной сельскохозяйственной станции штата Мэн в Ороно.
С 1928 года работал в Гарвардском университете, с 1935 года до выхода на пенсию в 1959 году был профессором ботаники.

### Вклад в радиоцитологию
В 1938 году Сакс опубликовал статью под названием «Хромосомные аберрации, вызванные рентгеновскими лучами», в которой было продемонстрировано, что радиация может привести к серьёзным генетическим изменениям и хромосомным аномалиям.

### Селекционная работа
Как садовод, он вывел четыре  известных сорта декоративных деревьев: магнолию Меррилла, яблоко Бланш Эймс, вишню Халли Джоливетт (названа так в честь его жены) и форзицию Беатрикс Фарранд. В 1946 году он был назначен исполняющим обязанности директора Гарвардского дендрария Арнольда, а в 1947 году стал директором - эту должность он занимал до 1954 года.

### Демография
Сакс интересовался также вопросами человеческой демографии и вопросами перенаселения. В 1950 году на ежегодном собрании Американской академии развития науки он предостерег от мнения, что современные программы развития могут удовлетворить потребности отсталых стран без решения проблемы демографии. А в 1955 году он написал книгу «Только стоячие места. Проблемы перенаселения». В 1958 году он возглавил организацию «Планируемое отцовство в Массачусетсе». Он также был членом Американской ассоциации народонаселения.

### Критика в СССР
Сакс был подвергнут критике в советской прессе как «реакционер» после того, как в 1944 году он написал в Science статью, в которой утверждалось, что «наука должна соответствовать политической философии» в Советском Союзе. Он имел в виду ведущего советского генетика Николая Вавилова, который умер в тюрьме после того, как оспорил впоследствии дискредитированные взгляды Трофима Лысенко, биолога, которого поддерживал Сталин.

## Поздние годы
После выхода на пенсию доктор Сакс работал приглашённым профессором в нескольких университетах. В последние десять лет он каждую зиму проводил исследования в Университете Джорджии.
Карл Сакс умер 8 октября 1973 года, в возрасте 81 года, оставив Халли Джоливетт Сакс вдовой с тремя сыновьями, девятью внуками и двумя правнуками.

## Признание
Доктор Сакс был членом Национальной академии наук США и Американской академии искусств и наук. В 1961 году он получил стипендию Гуггенхайма.